# Tom Schmitz
Tom Schmitz (nacido en Berea, Ohio; el 20 de diciembre de 1968), también conocido como Schmotz, fue el tecladista de la banda Mushroomhead y único miembro original junto a Jeffrey Hatrix y Steve Felton.

## Carrera
Tom Schmitz nació el 20 de diciembre de 1968, en Berea, Ohio. Durante sus primeros años como músico tocó en la banda Trelleborg y fue allí donde conoció a Steve Felton. Este le ofreció unirse, como tecladista, a su nuevo proyecto llamado Mushroomhead y Schmitz aceptó la oferta. Desde su fundación hasta su salida en octubre de 2015 participó en todas grabaciones de la banda como uno de los miembros originales restantes.

## Discografía
Álbumes de estudio
- 1995: Mushroomhead
- 1996: Superbuick
- 1999: M3
- 2001: XX
- 2003: XIII
- 2006: Savior Sorrow
- 2010: Beautiful Stories for Ugly Children
- 2014: The Righteous & the Butterfly